# Excelsior (Coventry)
Excelsior is een historisch merk van motorfietsen.
Bayliss, Thomas & Co., later Excelsior Motor Co. Ltd., Excelsior Works, Coventry en R. Walker & Son, Birmingham (1890-1964).

## Bayliss-Thomas
| Deze Bayliss-Thomas uit 1927... |
| ...had een JAP-motor...         |
| …en een Albion-versnellingsbak  |

Dit is een Engelse fabriek die in 1874 begon met de productie van Bayliss-Thomas-fietsen. Ook de eerste gemotoriseerde fietsen droegen deze naam. Zij waren voorzien van Minerva-, Zedel- en De Dion-inbouwmotoren.
Waarschijnlijk verkocht Bayliss-Thomas de eerste Britse motorfietsen, toen al in 1896 een verstevigd fietsframe van een 1½ pk Minerva-blokje werd voorzien. Men bleef inbouwmotoren gebruiken, hoewel deze in latere jaren vooral van MMC, JAP, Blackburne en Villiers werden betrokken. De machines veranderden gaandeweg in echte motorfietsen met 650- en zelfs 850 cc blokken.

## Excelsior en British Excelsior
Ondanks het feit dat de Duitse Excelsior Fahrradwerke hun naam hadden laten registreren, veranderde men de naam "Bayliss-Thomas" in 1910 in "Excelsior" (waarschijnlijk omdat het Duitse bedrijf op dat moment geen motorfietsen maakte). In Duitsland werden de machines als Bayliss-Thomas verkocht. Wel werd tijdens de Eerste Wereldoorlog de naam tijdelijk veranderd in "British Excelsior", om verwarring met de Amerikaanse naamgenoot te voorkomen.

### R. Walker & Son
In 1918 werd het merk verkocht aan R. Walker & Son in Birmingham en ook de productie verhuisde daarnaartoe. Van de vier merken met de naam Excelsior is het Engelse bedrijf het bekendst geworden. Na de Eerste Wereldoorlog werden voornamelijk Villiers-, JAP- en Blackburne-motoren gebruikt.
In de crisisjaren ging men 250cc-modellen maken maar men bleef wel actief in de racerij. Samen met Blackburne werden zelfs de beroemde Mechanical Marvel- en Manxman-racers ontwikkeld.

## Autobyk en Spryt
In 1937 verschenen er enkele 125cc-modellen met Villiers-blok en een 98 cc Autobyk die na de Tweede Wereldoorlog onder de merknaam Spryt (niet te verwarren met Sprite) terugkwam.

## Excelsior-Monarch en Britax-Excelsior
Na de dood van Eric Walker in 1950 werden er voornamelijk scheepsmotoren gebouwd, maar begin jaren zestig kwam Excelsior terug met de 147 cc Excelsior-Monarch-scooters. In 1964 werd het merk aan Britax verkocht en ging Britax-Excelsior heten.